# Воробьёвка (Гомельская область)
Воробьёвка (бел. Вараб'ёўка) — деревня в Ветковском горсовете Ветковского района Гомельской области Белоруссии.
На юго-востоке граничит с лесом.
В результате катастрофы на Чернобыльской АЭС и радиационного загрязнения жители (49 семей) переселены в 1992 году в чистые места.

## География

### Расположение
В 16 км на северо-восток от Ветки, 38 км от Гомеля.

### Гидрография
Река Беседь (приток реки Сож).

## Транспортная сеть
Транспортные связи по просёлочной, затем автомобильной дороге Светиловичи — Гомель. Планировка состоит из короткой дугообразной, почти широтной улицы, застроенной двусторонне деревянными домами усадебного типа.

## Этимология
Ойконим Воробьёвка имеет принадлежностное значение.

## История
По письменным источникам известна с XVIII века как деревня в Речковской волости Белицкого, с 1852 года Гомельского уезда Могилёвской губернии После 1-го раздела Речи Посполитой (1772 год) в составе Российской империи. В 1785 году во владении князя Халецкого и княгини Радзивилл. Хозяин поместий Воробьёвка и Бартоломеевка Сенажецкий владел в1879 году 1688 десятинами земли.
В 1926 году работала начальная школа, в Беседском сельсовете Ветковского района Гомельского округа В 1929 году организован колхоз «Красная молодежь», работали ветряная мельница (с 1928 года) и кузница. Во время Великой Отечественной войны 19 жителей погибли на фронте. В 1959 году входила в состав совхоза «Высокоборский» (центр — деревня Бартоломеевка).

## Население

### Численность
- 2010 год — жителей нет.

### Динамика
- 1775 год — 52 жителя.
- 1858 год — 6 дворов 56 жителей.
- 1897 год — 24 двора, 153 жителя (согласно переписи).
- 1909 год — 39 дворов.
- 1926 год — 52 двора, 299 жителей.
- 1940 год — 87 дворов, 323 жителя.
- 1959 год — 286 жителей (согласно переписи).
- 1992 год — жители (49 семей) переселены.